# Liminha (futebolista)
Oswaldo Luiz Moreira, mais conhecido como Liminha, (São Paulo, 30 de janeiro de 1930 — São Paulo, 22 de julho de 1985, foi um futebolista brasileiro que atuou como atacante.
Liminha jogou na Sociedade Esportiva Palmeiras, pelo qual fez 229 partidas, marcando 106 gols. Entrou para a história da equipe ao fazer o gol da conquista da Copa Rio, em 1951, na decisão contra a Juventus, da Itália, disputada no Estádio do Maracanã. O Palmeiras havia vencido a primeira partida por 1 a 0 e empatou o segundo jogo também no Maracanã com o jogador marcando o segundo gol, no empate com a equipe italiana por 2 a 2.
Morreu exatos 34 anos após levantar a Copa Rio de 51 pelo Verdão no dia 22 de julho de 1985.

## Títulos
Palmeiras
- Copa Rio: 1951
- Torneio Rio-São Paulo: 1951

## Artilharias
- Torneio Rio-São Paulo: 1951 (9 gols)